# 源義親の乱
源義親の乱（みなもとのよしちかのらん）は、平安時代中期に起きた反乱。康和の乱、源義親追討事件などとも言われる。
対馬守の源義親が九州で略奪を行い官吏を殺したため隠岐国へ流された。だが義親は父義家の死後、出雲国で再び目代を殺害して官物を奪うに至る。朝廷は因幡守の平正盛を追討使に任じ、わずか1ヶ月で義親は誅され、義親の首は京で梟された。乱後に河内源氏では内訌が続き大きく凋落する一方、正盛による義親追討は伊勢平氏の台頭の契機となった。一方で義親生存の噂は絶えず、その後「義親」を名乗る者が次々に現れ、事件の余波は20年以上に渡って続いた。

## 背景
源義家は後三年の役で清原氏と戦って勝利したが、朝廷の官符無しに合戦を起こした上、朝廷は「奥州合戦停止」の官使の派遣も決定していたため、朝廷は義家の「私戦」として恩賞を認めなかった。義家は前陸奥守のまま昇進もできず、あまつさえ寛治5年（1091年）6月には弟義綱と所領の寄進地を巡る家臣同士の争いがきっかけで京の街で合戦寸前の事態となり、朝廷は義家・義綱の武装入京を禁じ、以後諸国の人々が義家に田畠を寄進することを禁止する宣旨を出している。
この頃は摂関政治から院政に移りつつある時代で、白河法皇や摂関家も義家や義綱の武力を身辺警固に大いに活用していた。同7年（1093年）に出羽国で平師妙・師季父子が叛乱を起こすと、父頼義・兄義家に続いて陸奥守に就任した義綱を起用して鎮圧させ、義綱は師妙・師季の首を掲げ堂々行列して京へ凱旋した。義綱は賞により従四位下に叙せられ、祖父頼信以来の美濃守に任じられた。
承徳2年（1098年）、義家は後三年の役の際の官物未進をようやく完済し、正四位下に叙され、白河法皇は義家に院昇殿を許したが、当時の公卿社会ではこれに納得しない風潮があった。一方で義綱は、承徳3年（1099年）に庇護者だった関白藤原師通が急死すると昇進が止まっている。

## 源義親の横行と義家の死
義家の嫡男の義親は父譲りの剛勇で知られ、就任時期は不明確なものの「六位国の功」を成して対馬守に任じられたが、康和3年（1101年）に大宰権帥大江匡房から義親が人民を殺し略奪を行っているとの訴えが起こされた。朝廷では公卿議定で審議され、公卿の間では直ちに追討すべしという強硬論が主流を占めたが、結局は官吏と共に義家の郎党の豊後権守藤原資通を派遣し、説得して召還を試みることになった。このような微温的措置が取られたのは義家が白河法皇の院近臣だったためと思われる。ところが、現地に着いた資通は義親に従い官吏を殺してしまった。このため、翌同4年（1102年）12月、朝廷は義親を隠岐国へ流罪と決める。その後の動静は詳らかではなく、『大日本史』などは義親は配所には行かず、対岸の出雲国にとどまったとしている。
嘉承元年（1106年）には常陸国でも義家の三男の義国と弟の義光が合戦に及ぶ騒動を起こし（常陸合戦）、義家は義国の召還を命じられている。このような一族が引き起こす騒擾のさなか、同年7月、義家は68歳で死去した。義家の後は義親の異母弟義忠が継いでいる。
嘉承2年（1107年）6月には朝廷で義親の動向が問題になっており、義親は出雲守藤原家保の目代を殺害して再び官物を奪う乱暴を働き、近隣諸国にも同調する動きが現れた。

## 平正盛による追討
平維衡を祖とする伊勢平氏は伊勢国に地盤を持った武士で、中央では検非違使などとして朝廷の武力として活動していたが、さほど目立った存在ではなかった。隠岐守だった平正盛は永長元年（1096年）に白河法皇の皇女媞子内親王を弔う六条院の御堂に伊勢の所領を寄進し、それを期に若狭守に転じ、白河法皇から目をかけられるようになっていた。
嘉承2年（1107年）12月19日、因幡守だった正盛は、依然として出雲国で横行する義親の追討使に任じられた。出陣にあたり正盛は京にあった義親の邸宅に向かって3度鬨の声をあげ、3度鏑矢を放って出立した（『源平盛衰記』）。翌天仁元年（1108年）正月6日、正盛の軍は出雲国へ到着。そして同月19日、はやくも正盛から義親と従類5人の首を切ったとの戦勝報告が京に届いた。こうして義親の乱はあっけなく鎮圧された。合戦の経過は詳らかではないが、鎌倉時代末期成立の『大山寺縁起』によると、義親は蜘戸（雲津浦）に城を築いて立てこもり、正盛は因幡・伯耆・出雲3カ国の軍勢を率いて海を渡り山を越えて攻め立て、遂に義親を討ち取ったとある。
白河法皇はこれを喜び、前九年の役の源頼義の例にならって、正盛の帰還を待たずに行賞を行った。正盛は但馬守、郎党の盛康は右兵衛尉、盛長は左兵衛尉に任じた。当初の公卿の会議では正盛に対しては本人が上洛する前でも早急に恩賞を授ける方針であったが、実際には上洛後に手柄を審査した上で恩賞を授ける予定であった正盛の郎党にも直ちに恩賞が与えられた。藤原宗忠の日記『中右記』は「最下品の者が、第一国に任じられたのは院に近侍しているからだろう」との世評を載せている。
正月29日、正盛は京へ帰着。義親ら討ち取った者たちの首を掲げて行列を組んで堂々と凱旋した。京の貴賤の人々はこれを見ようと大騒ぎになり、白河法皇まで車を出して見物に来た。義親の首は七条河原で検非違使に渡され、梟首となった。

## 河内源氏の内訌
一旦は義家の嫡子となった義親が追討の対象とされたことで、河内源氏一族には動揺が生じ、遂には深刻な内紛が起こった。
義家の遺志により河内源氏の家督は四男の義忠とされ、義親の四男の為義がその養子として義忠の後継者とされた。天元2年（1109年）2月、義忠が郎党に殺害される事件が起こり、容疑は義綱の子の義明にかけられ追討された。憤慨した義綱は一族とともに勝手に出京し、為義らがこの追討にあたり、近江国で義綱の子たちは自害して義綱は降伏し、佐渡国へ流されている。
義綱の容疑は冤罪とされ真相は不明だが、『尊卑分脈』などでは義家・義綱の弟の義光を真犯人としている。この同族の内訌によって、河内源氏の力は大きく削がれた。

## 4人の「義親」
剛勇で知られた義親がそれまでさしたる武名もなかった正盛に簡単に誅されたことに疑問を持つ者は少なくなかった。正盛の武功は疑問とされ、義親生存の噂が流れた。
永久5年（1117年）、義親を名乗る法師が越後国に現れ、豪族平永基の屋敷に出入りした。国司が引き渡しを命じると、永基は法師の首を斬り梟首したが、誰の首かもわからず、永基は検非違使の尋問を受けている。
翌元永元年（1118年）常陸国に義親を名乗る者が現れた。下総守源仲政が捕縛しようとするが逃げられ、5年後の保安4年（1123年）になって下野国で捕えて京都へ送り、検非違使に引き渡した。これは白河法皇、鳥羽上皇が実見するまでの騒ぎになったが、結局、義親は既に討滅されているのだからと、この者は偽者とされ梟首された。
白河法皇が崩御した大治4年（1129年）9月、義親を名乗る者が関東から入洛したとの風聞があった。この者は鳥羽上皇の意向を受けて前関白藤原忠実の鴨院邸に匿われ、「鴨院義親」と呼ばれた。加賀介家定ら旧知の者たちが実見し、大方は別人と証言したが、本物と証言する者もいた。しかも、この「鴨院義親」とは別に義親の旧家人の応弁房が義親を熊野で目撃したという噂もあり、生存説は根強かった。
ところが、翌同5年（1130年）近江国大津に義親を名乗る別の者が現れて入京し、「大津義親」と呼ばれた。「義親」が二人同時に在京する奇怪な事態となった。同年10月、両者は党類を引き連れて検非違使の源光信邸前で乱闘となり、「大津義親」が殺された。
11月、藤原忠実邸（鴨院）に居た「鴨院義親」を騎兵20、従者3-40人が襲撃。「鴨院義親」は党類10人とともに殺された。鳥羽上皇は事件の下手人を捜すよう公卿会議に命じた。かつて義親を追討した正盛の子の忠盛も疑われたが、彼は潔白を主張し、自ら下手人を捕らえると言った。結局、源光信が下手人と断定された。「大津義親」の殺害が自身の邸宅の門前で行われたことを遺恨としたという。光信は土佐国へ流され、弟の光保も連座して解官された。
この事件はかつて白河法皇が追討させた大罪人の義親を名乗る人物を、鳥羽上皇が藤原忠実に保護させ、更にこの罪人を殺した者を賞するどころか罰したなど不審な点もある。

## 伊勢平氏の台頭
義親追討後、白河法皇は正盛をかつての義家同様に院近臣として引き立て昇進させた。山門衆徒の強訴の防禦、強盗の追捕や九州での平直澄の追討などに起用し功を上げさせ、従四位下にまで昇進させた。
一方、義親の子の為義は河内源氏の家督は継いだが非常に失態が多く、白河・鳥羽両法皇や朝廷の信頼を失っていき、祖父が任じられた陸奥守となる願いも許されず、検非違使判官のまま長く留め置かれた。
正盛・忠盛父子は海賊の追捕などを経て西国に勢力を扶養し、やがて、清盛の時代に全盛を迎える。